# Малое Воронино
Малое Воронино — деревня в Усть-Кубинском районе Вологодской области России.
Входит в состав Высоковского сельского поселения (с 1 января 2006 года по 9 апреля 2009 года входила в Филисовское сельское поселение), с точки зрения административно-территориального деления — в Филисовский сельсовет.

## География
Находится у реки Кихть.

### Географическое положение
Расстояние до районного центра Устья по автодороге — 8 км, до центра муниципального образования Высокого по прямой — 10 км. Ближайшие населённые пункты — Воронино, Горка, Боярское.

## Население
| 2010 |
| ---- |
| 0    |

### Национальный и гендерный состав
Согласно результатам переписи 2002 года, в национальной структуре населения русские составляли 100 % из 6 чел., из них 3 мужчины, 3 женщины.

## Инфраструктура
Личное подсобное хозяйство.
Основа экономики — сельское хозяйство.

## Транспорт
Деревня доступна автотранспортом.